# ام‌جی‌ام رکوردز
ام‌جی‌ام رکوردز (انگلیسی: MGM Records) شرکت انتشارات آمریکایی است، که در سال ۱۹۴۶ تأسیس شد.